# Basketball Champions League
La Basketball Champions League è la principale competizione europea per club di pallacanestro organizzata dalla FIBA Europe.

## Storia
La competizione venne fondata il 21 marzo 2016 dopo i tentativi infruttuosi da parte della FIBA Europe e di Euroleague Basketball, di trovare un accordo per organizzare il massimo torneo europeo di pallacanestro per club.
Viene organizzata da Basketball Champions League SA, una entità giuridica con sede in Svizzera partecipata al 50% dalla FIBA ed il restante 50% dalle leghe di Belgio, Francia, Germania, Grecia, Israele, Italia, Lituania, Polonia, Repubblica Ceca e Turchia.

## Formato
Alla stagione regolare partecipano 32 club, 24 qualificati direttamente e 8 a seguito dei turni preliminari. Ci sono 4 gironi da otto squadre e club della stessa nazione non possono incontrarsi in questa fase. Dopo essersi confrontate in partite di andata e ritorno le prime quattro di ogni girone accedono ai play off, mentre la quinta e la sesta partecipano alla FIBA Europe Cup.
Ottavi e quarti di finale si giocano con partite di andata e ritorno: in questa fase del torneo, dunque, per via dello scontro strutturato sugli ottanta minuti complessivi, è ammesso il pareggio quale risultato conclusivo della gara (senza quindi lo svolgimento dei supplementari), poiché l'elemento discriminante per la qualificazione è la differenza canestri tra andata e ritorno. Se questa, al termine del match di ritorno, fosse pari a 0, si procederebbe al supplementare per sancire chi avanza alla fase successiva. Le quattro squadre vincitrici dei quarti di finale disputano le final four a gara unica in una sede prestabilita.
La stagione regolare di solito si gioca tra ottobre e gennaio, con i play off che partono in febbraio. Le Final Four, invece, si giocano normalmente tra la fine di aprile e l'inizio di maggio.

## Composizione delle squadre
Nella prima edizione non vi erano delle limitazioni nella composizione delle rose, dalla seconda invece ogni squadra è obbligata a portare a referto almeno quattro cestisti di formazione nazionale, cinque se si utilizzano più di dieci giocatori. Sono considerati di formazione nazionale tutti quei giocatori che, tra i dodici ed i venti anni, hanno disputato almeno tre stagioni nella federazione di riferimento.

## Squadre partecipanti
Le squadre partecipano alla competizione in base al piazzamento ottenuto nei rispettivi campionati nazionali secondo una graduatoria stabilita dalla FIBA, che inoltre si è riservata la possibilità di distribuire un massimo di 4 inviti.

## Albo d'oro
| Anno      |                   | Finale 1º/2º posto | Finale 1º/2º posto | Finale 1º/2º posto |           | Finale 3º/4º posto | Finale 3º/4º posto | Finale 3º/4º posto |
| Anno      | Campione          | Punteggio          | Secondo posto      | Terzo posto        | Punteggio | Quarto posto       |                    |                    |
| 2016-2017 | Canarias Tenerife | 63-59              | Bandırma Banvit    | Monaco             | 91-77     | Reyer Venezia      |                    |                    |
| 2017-2018 | AEK Atene         | 100-94             | Monaco             | Murcia             | 85-74     | R. Ludwigsburg     |                    |                    |
| 2018-2019 | Virtus Bologna    | 73-61              | Canarias Tenerife  | Anversa Giants     | 72-58     | Bamberger          |                    |                    |
| 2019-2020 | S.P. Burgos       | 85-74              | AEK Atene          | Digione            | 70-65     | Saragozza          |                    |                    |
| 2020-2021 | S.P. Burgos       | 64-59              | Karşıyaka          | Saragozza          | 89-77     | Strasburgo         |                    |                    |
| 2021-2022 | Canarias Tenerife | 98-87              | Manresa            | R. Ludwigsburg     | 88-68     | Hapoel Holon       |                    |                    |
| 2022-2023 | Telekom Bonn      | 77-70              | H. Gerusalemme     | Canarias Tenerife  | 84-79     | Málaga             |                    |                    |
| 2023-2024 | Málaga            | 80-75              | Canarias Tenerife  | Murcia             | 87-84     | Peristeri          |                    |                    |
| 2024-2025 | Málaga            | 83-67              | Galatasaray        | AEK Atene          | 77-73     | Canarias Tenerife  |                    |                    |

## Premi

### Trofeo
Il trofeo è alto 65 cm e realizzato in argento sterling con placcature in oro, dal peso di 8 kg. Progettato dal Radiant Studios e realizzato dalla Thomas Lyte, ha la forma di una retina che alla sommità crea l'effetto di una corona.

### Montepremi in euro
| Stagione  | Vincitore | Finalista | Terza   | Quarta  | Quarti  | Ottavi  | Gironi  | Totale    |
| --------- | --------- | --------- | ------- | ------- | ------- | ------- | ------- | --------- |
| 2016-2017 | 500.000   | 260.000   | 240.000 | 220.000 | 160.000 | 120.000 | 100.000 | 5.220.000 |
| 2017-2018 | 1.000.000 | 400.000   | 200.000 | 140.000 | 100.000 | 70.000  | 50.000  | 3.500.000 |

## Record
Il giocatore che detiene il numero maggiore di edizioni vinte è:
| Nome           | Club                               | Vittorie | Anni                      |
| -------------- | ---------------------------------- | -------- | ------------------------- |
| / Dejan Kravić | Virtus Bologna (1) S.P. Burgos (2) | 3        | 2018-19, 2019-20, 2020-21 |

Gli allenatori che detengono il numero maggiore di edizioni vinte sono:
| Nome           | Club                  | Vittorie | Anni             |
| -------------- | --------------------- | -------- | ---------------- |
| Joan Peñarroya | S.P. Burgos (2)       | 2        | 2019-20, 2020-21 |
| Txus Vidorreta | Canarias Tenerife (2) | 2        | 2016-17, 2021-22 |
| Ibon Navarro   | Málaga (2)            | 2        | 2023-24, 2024-25 |